# Rotunde

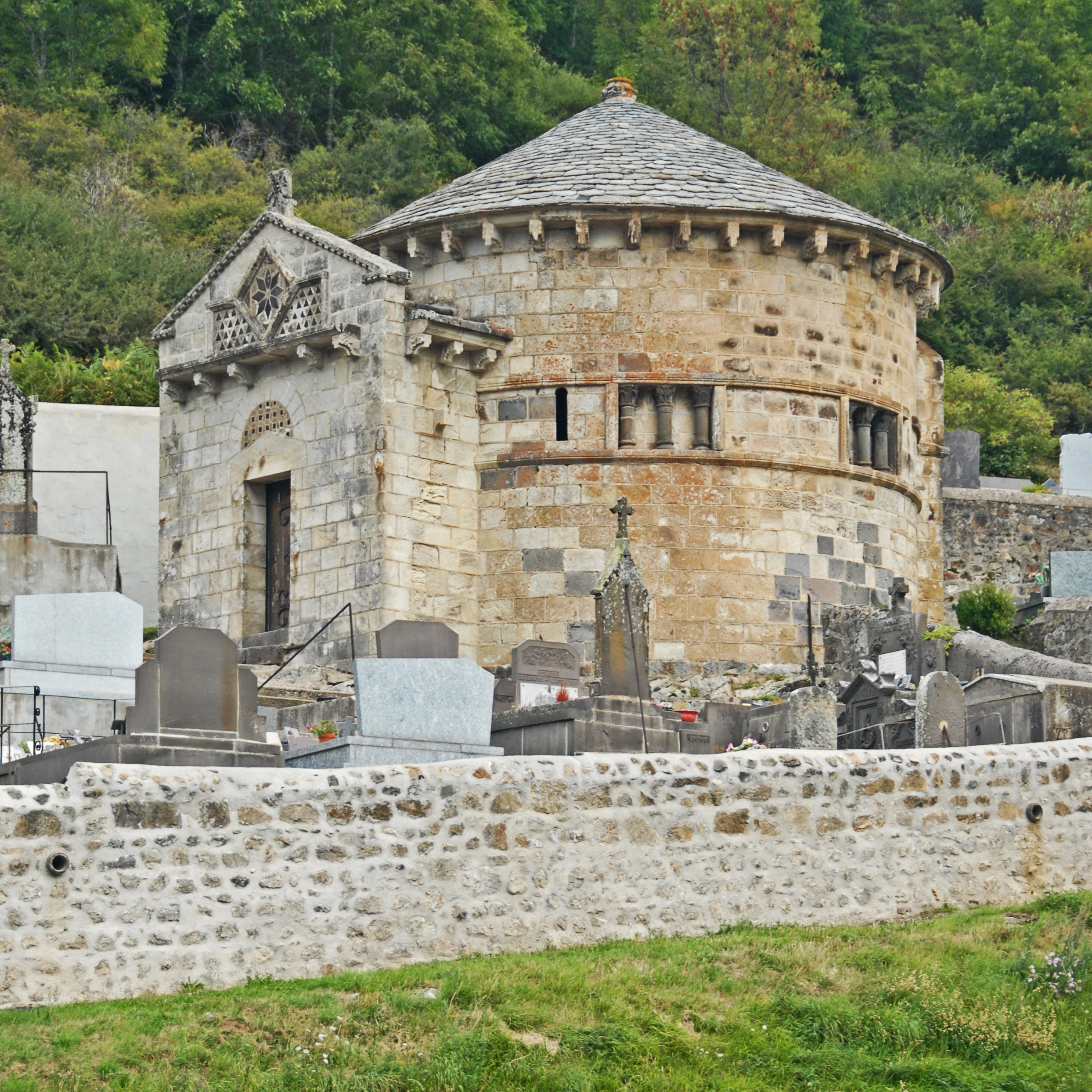
Friedhofskapelle Chambon-sur-Lac, Frankreich, 10. und 12. Jh.

Eine Rotunde (lateinisch rotundus ‚rund, scheibenrund‘, italienisch rotonda) ist ein Baukörper mit einem kreisförmigen Grundriss. Sie kann einfach sein oder monumentale Ausmaße annehmen, sakralen oder profanen Funktionen dienen und findet sich in der Architektur aller Epochen. Sie ist im Inneren häufig, aber nicht notwendig, durch Konchen oder Nischen gegliedert und von einer Kuppel überwölbt.

## Antike
Als einfache Rotunde sind der Monopteros und die Tholos seit der griechischen und römischen Antike bekannt. Schon das Schatzhaus des Atreus in Mykene mit seinem Kraggewölbe lässt sich als frühes Beispiel hierfür nennen. Das bekannteste Beispiel für einen monumentalen Zentralbau in Form einer Rotunde ist das unter Kaiser Hadrian erneuerte Pantheon.

## Frühes Christentum

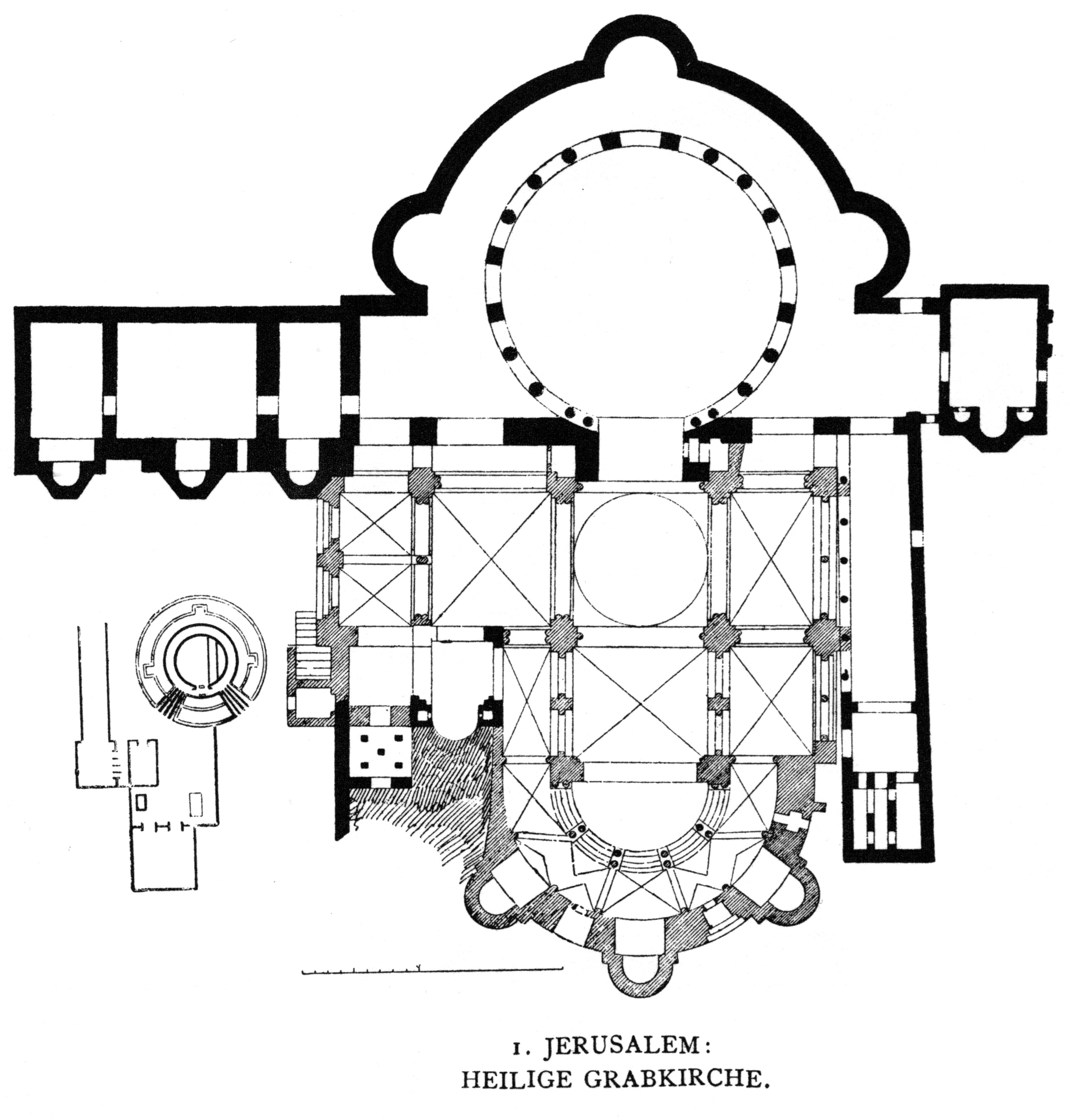
Grabeskirche, heutiger Grundriss

Als richtungsweisend für die Geschichte des Kirchenbaus erwies sich die konstantinische Grabeskirche von Jerusalem (326 begonnen); hier ist die Rotunde über dem Grab Jesu mit zweigeschossigem Umgang und dreigeschossigem, überkuppelten Mittelbau Teil eines ursprünglichen Gesamtkomplexes, zu dem auch ein Hof mit Säulengalerie und eine fünfschiffige Basilika gehörten.
Santo Stefano Rotondo in Rom, 470 geweiht, ist ein erstes Beispiel im Westen für frühchristliche Kirchenbauten nach dem Vorbild der Jerusalemer Grabeskirche. Hierbei handelt es sich zugleich um den letzten Monumentalbau des Weströmischen Reiches.
In Syrien sind einfache Rotunden innerhalb frühchristlicher Ausgrabungsstätten auszumachen (Kathedrale von Bosra, 512/513).

## Mittelalter

### Dalmatien
Um 800 wurde in Nin in Dalmatien die Heilig-Kreuz-Kirche als Rotunde errichtet.

### Mitteleuropa
Seit dem 9. Jahrhundert entstanden im Mährerreich (Mähren, Böhmen und angrenzende Gebieten) zahlreiche Rotunden als früheste Kirchengebäude. Beispiele sind
- Böhmen:
  - Prag: Rotunde Heilig Kreuz
  - Prag: Rotunde St. Laurentius
  - Prag: Rotunde St. Longinus
  - Prag: Rotunde St. Martin

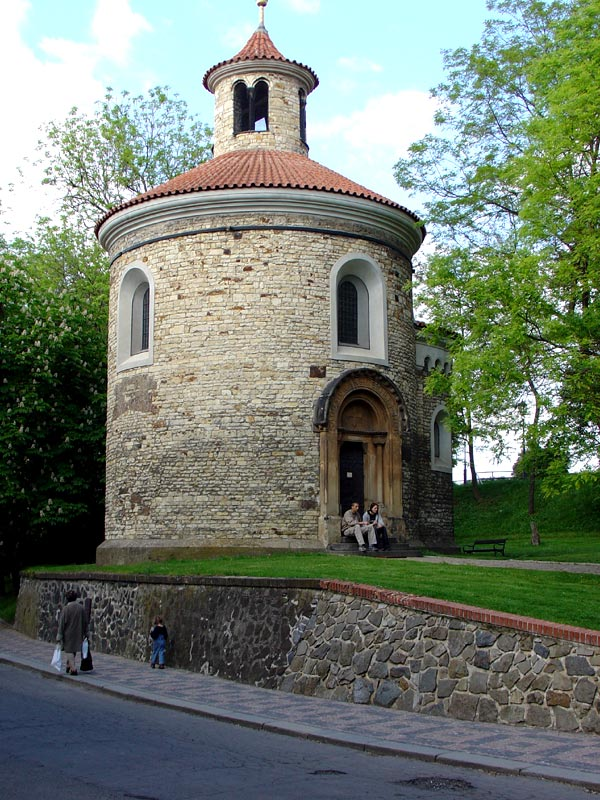
Prag: Rotunde St. Martin

  - Starý Plzenec: Rotunde St. Peter und Paul (2. Hälfte 10. Jhd.)
  - Berg Říp (Georgsberg), Okres Litoměřice: Rotunde Říp, 12. Jahrhundert
- Mähren:
  - Mikulčice: Rotunde Klášteřice (9./10. Jhd., archäologisch)
  - Mikulčice: Rotunde Kostelisko (9./10. Jhd., archäologisch)
  - Mikulčice: Rotunde Štěpnice II (9./10. Jhd., archäologisch)
  - Znojmo: Rotunde St. Katharina
- Polen:
  - Krakau: Rotunde der Allerheiligsten Jungfrau Maria auf dem Wawel (um 970)
  - Strzelno: Rotunde St. Prokop
  - Cieszyn: Rotunde St. Nikolaus (11./12. Jh.)[1]
- Sachsen:
  - Groitzsch: Rotunde (um 1090, Ruine)
  - Knautnaundorf (Leipzig), Andreaskapelle, vor 1100

### Ungarn
Die romanischen Rundkirchen in Ungarn und Siebenbürgen dienten als Gemeindekirchen und teilweise als Wehrkirchen.

### Bornholm
Auf der Insel Bornholm gibt es vier romanische Rundkirchen.

### Burgund
Als Einzelelement innerhalb eines Gesamtkonzepts ist die Chorscheitelrotunde beachtlich; diese Tradition kommt aus Burgund (St. Bénigne in Dijon, 11. Jahrhundert) und verbreitete sich von hier aus auch in Deutschland und in den Mittelmeerländern.

### England
Die zentralen Rotunden englischer Templerkirchen (Temple Church, London) sind größere Konstruktionen mit inneren Stützenkränzen, die wiederum an die Grabeskirche von Jerusalem anknüpfen.

### Burgtürme
Mittelalterliche Türme von Burganlagen haben auch einen Kreis als Grundriss. Diese Baukörper in Funktion eines Wehrturms (Bergfried oder Donjon) oder Wohnturms fallen im Allgemeinen nicht mehr unter die Definition Rotunde, wohl aber die Burgkapellen (gut erhaltene Beispiele zum Beispiel in Böhmen und Mähren). Ausnahmen bilden bei mittelalterlichen Stadtbefestigungen die runden Zwingertürme von Stadttoren, wie zum Beispiel die Mündener Rotunde.
Inwieweit die Trulli von Alberobello auf kreisförmigem Grundriss noch als Rotunde durchgehen, ist nicht beschrieben (aber auch nicht definitiv ausgeschlossen) worden.

## Renaissance

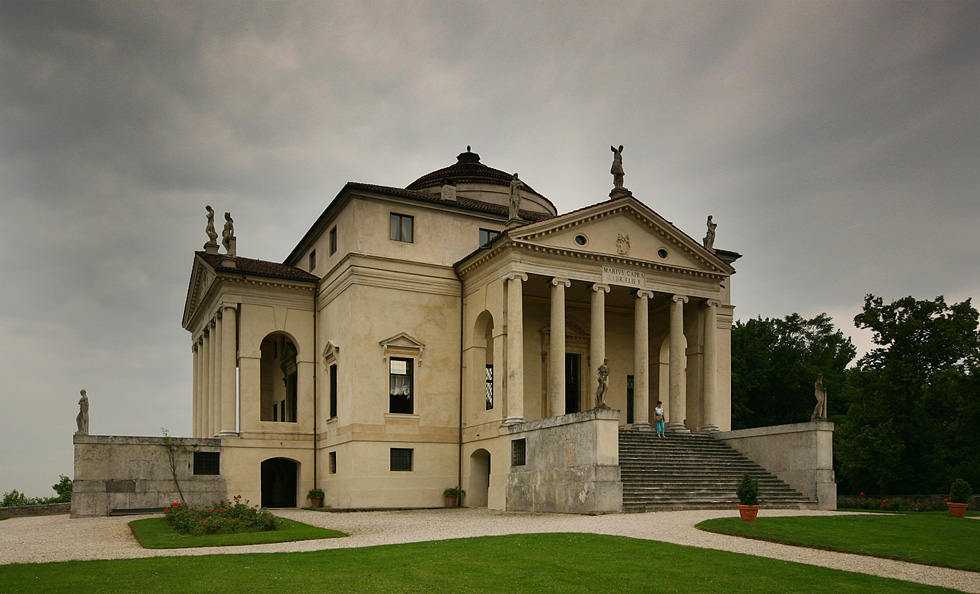
Andrea Palladios La Rotonda, 1571

In dieser Epoche wird an die Monumentalbauten der Antike wieder angeknüpft. Ausgangspunkt ist die italienische Architektur (Venedig, Florenz, Rom). Der zentrale Rundbau wird als Vollendung einer in sich geschlossenen architektonischen Harmonie verstanden, in der die horizontalen und vertikalen Kräfte äquivalent sind. Bekannte überkuppelte Rotunden finden sich in vielen Zentralbauten von Andrea Palladio (zum Beispiel in der Villa La Rotonda), Filippo Brunelleschi und Donato Bramante. Sowohl Leon Battista Alberti als auch Leonardo da Vinci beschäftigten sich mit Architekturtheorie und fertigten darüber hinaus zahlreiche Entwürfe, die nicht ausgeführt wurden.
Für die wichtigste und bekannteste Rotunde mit der weltweit größten frei tragenden Kuppel, den Petersdom in Rom, hatten einige erstrangige Künstler (unter anderem Bramante und Michelangelo) wegweisende Entwürfe geliefert; ausgeführt wurde am Ende ein Modell von Giacomo della Porta.

## Barock
Die Kunst der Monumentalbauten mit zentraler Rotunde findet in Italien elaborierte Formen, doch auch nördlich der Alpen weite Verbreitung.
Bekannte Beispiele sind Santa Maria della Salute in Venedig, die Bibliotheksrotunde in Wolfenbüttel sowie die Frauenkirche in Dresden, die Karlskirche in Wien, der Invalidendom in Paris. In Deutschland und Österreich findet dieser Typus des Zentralbaus mit Rotunde häufig als Wallfahrtskirche Verbreitung (Beispiel: Maria Birnbaum in Bayern).
In der in dieser Epoche aufstrebenden Gartenkunst wird der antike Typus der Monopteros-Rotunde in Form eines kleinen Pavillons (Gloriette) revitalisiert. Auch Brunnen und Wasserspiele in barocken Schlossanlagen sind häufig kreisrund; im allgemeinen und touristischen Sprachgebrauch hat sich der Begriff Brunnenrotunde hierfür manifestiert, was aber unspezifisch und in Architekturlexika nicht definiert ist.
Auch barocke Friedhofskapellen konstituieren oder enthalten häufig eine Rotunde.

## Neuere und neueste Architektur
Im Klassizismus knüpfen monumentale Rotunden an die Tradition des Pantheons an (San Francesco di Paola in Neapel; Gran Madre di Dio in Turin). Kuppelbauten mit zentraler Rotunde gibt es häufig in Frankreich (Panthéon von Paris), Deutschland (Paulskirche in Frankfurt; St. Elisabeth in Nürnberg) und Dänemark (Frederiks Kirke, Kopenhagen). In den USA nutzte die Rotunda (engl. für Rotunde) der University of Virginia die runde Bauform für einen repräsentativen Bibliotheksbau und inspirierte mehrere Nachfolgebauten, zum Beispiel am Massachusetts Institute of Technology (MIT). Der Monopteros ist im Klassizismus ein sehr beliebtes Objekt in der Park- und Gartengestaltung.
Das größte Gebäude, das jemals „Rotunde“ genannt wurde, war die 1873 errichtete Wiener Rotunde, zentrales Ausstellungsgebäude der Weltausstellung 1873; sie war bis zu ihrer Zerstörung durch einen Brand im Jahr 1937 die größte Kuppel der Welt.
Sacré-Cœur, das Schulbeispiel des Pariser Historismus, weist neben der zentralen noch mehrere Seiten-Rotunden auf. Als erste Bürobau-Rotunde gilt das 1955/1956 errichtete Capitol Records Building in Los Angeles.

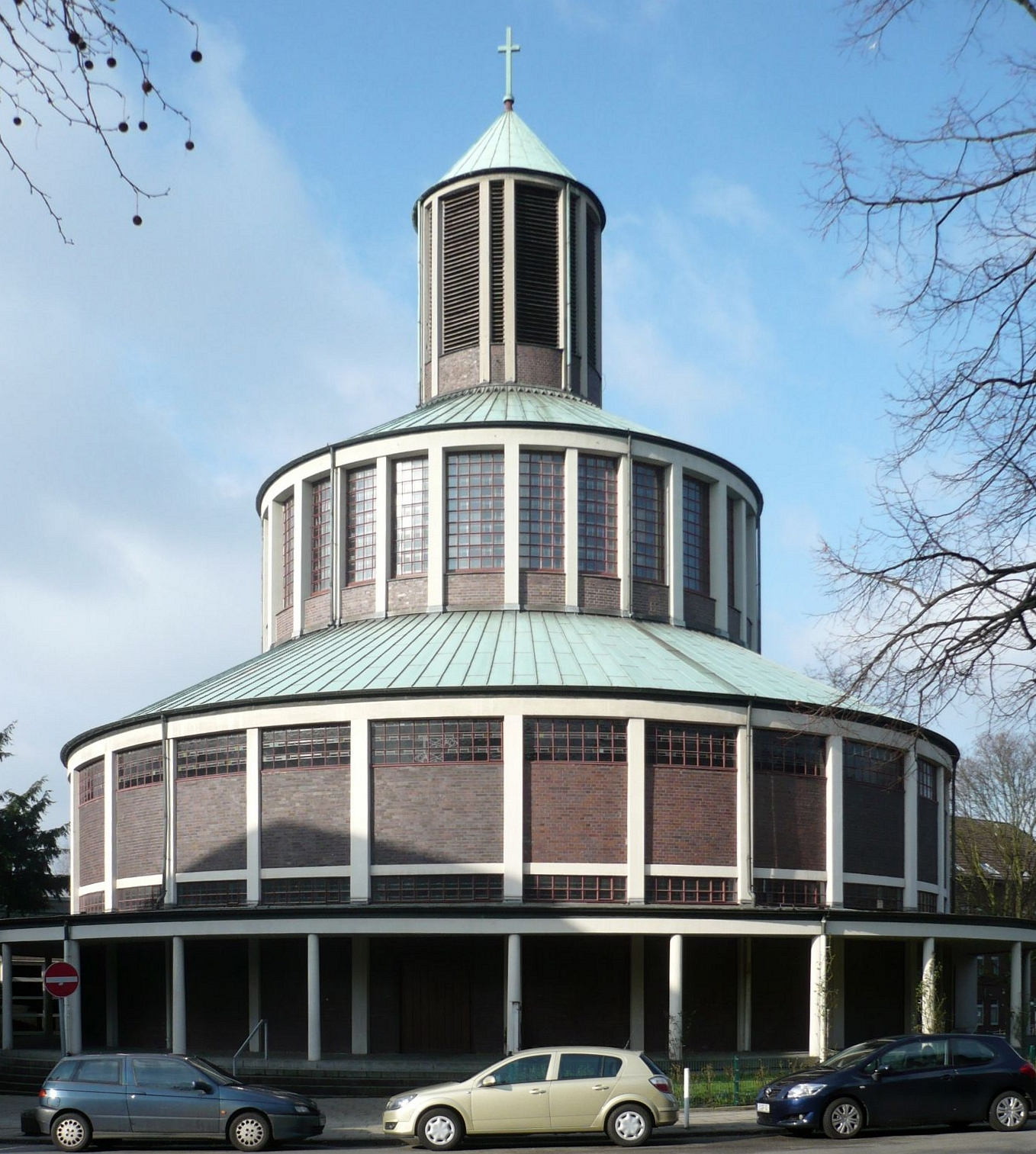
Auferstehungskirche Essen

Die Auferstehungskirche in Essen, die nach Plänen von Otto Bartning 1929 errichtet wurde. Sie ist ein Zentralbau auf kreisförmigem Grundriss in Skelettbauweise aus betonummanteltem Kruppstahl mit einem Durchmesser und einer Höhe von gut 30 Metern. Die freien Flächen zwischen den Pfeilern wurden außen mit Ziegelwerk ausgefacht.
Weitere Gebäude
- Beispiele für Gebäude jüngerer Zeit sind der Hauptraum der Pinakothek der Moderne in München oder das Panorama-Museum (Aufbewahrungsstätte des Bauernkriegspanoramas) in Bad Frankenhausen sowie ein nach Norden hin geöffneter Rundbau, die Rotunde in Falkensee bei Berlin.
- Denkmäler sind gelegentlich als Rotunde ausgeführt (das Hermannsdenkmal oder Sowjetisches Ehrenmal im Treptower Park in Berlin).
- In Bochum befindet sich der ehemalige Katholikentagsbahnhof seit 2010 ein Off-Theater mit rundem Glasdach mit dem Namen Rotunde.
- Es gibt zeitgenössische Beispiele von Rundkirchen, die das Element der Rotunde architektonisch sehr freizügig und in innovativen Konstruktionen verwenden.
- Daneben nehmen einige Hochhaustürme die runde Form auf, sie werden aber normalerweise nicht als Rotunden bezeichnet. Auf die Formenverwandtschaft deutet allerdings beispielsweise der Name der Rotunda in Birmingham hin, eines funktionalen, runden Bürobaus.
- Manche selbststrahlenden Sendemasten stehen auf einer Rotunde, welche die Funktion des Abstimmhauses übernimmt. Beispiele hierfür sind der große Sendemast der Sendeanlage Mühlacker, der große Sendemast des Senders Wilsdruff und die beiden Rohrmaste des Senders in Wachenbrunn.
- Insbesondere in Deutschland gibt es zahlreiche Sporthallen und -arenen mit kreisförmigem Grundriss, die allgemein als Rundsporthallen bezeichnet werden. Aber auch einige große, moderne Multifunktionsarenen wurden in diesem Stil gebaut, Beispiele hierfür sind etwa der Megasport in Moskau oder die Fernando Buesa Arena in Vitoria-Gasteiz.

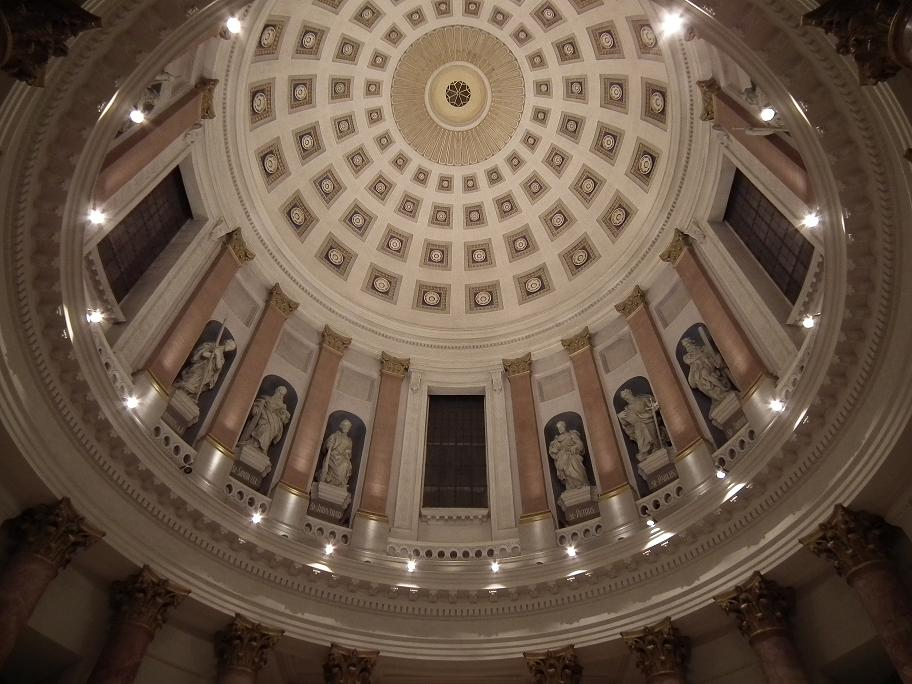
Kuppel von St. Elisabeth in Nürnberg, erbaut 1785–1903
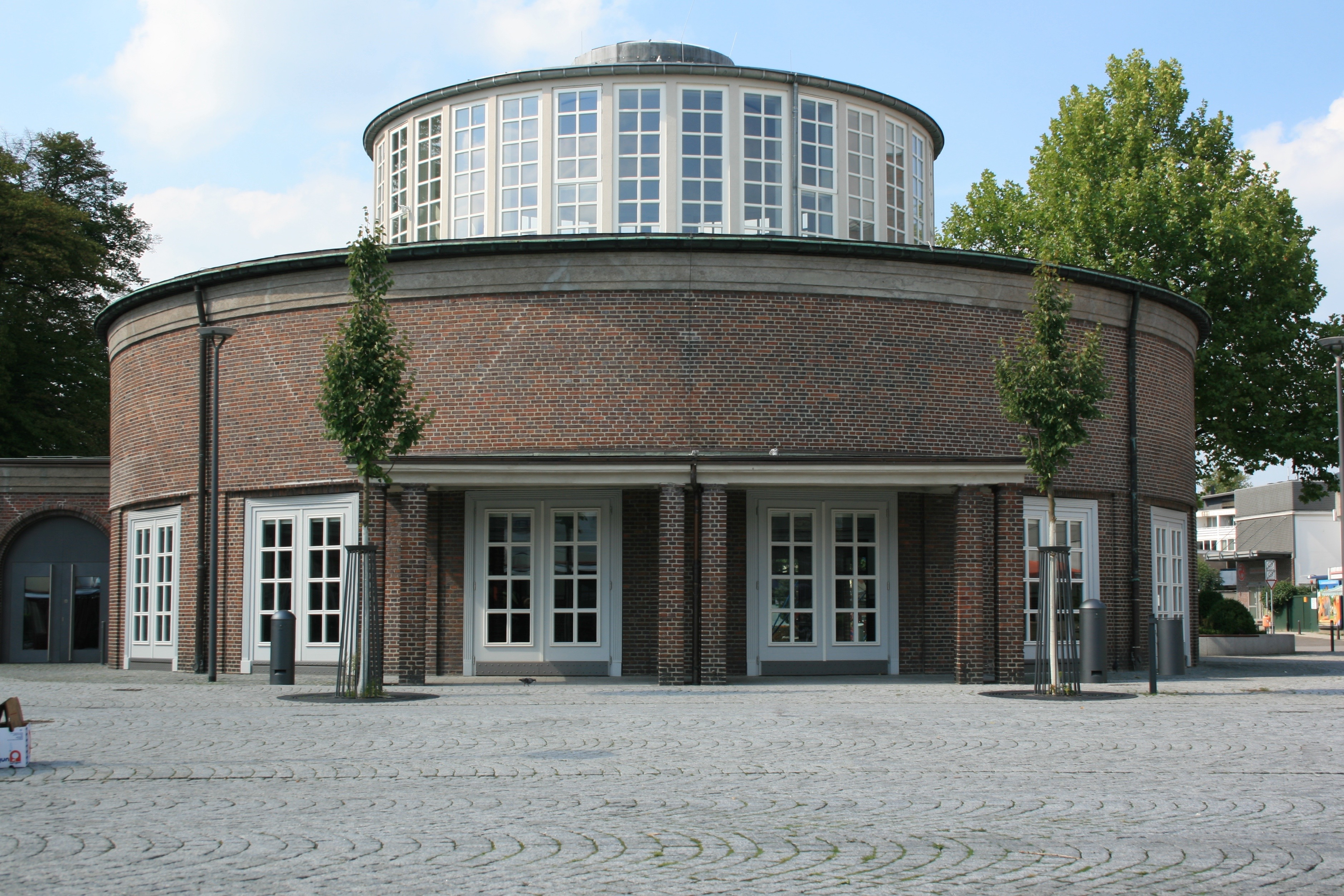
Die 1919 von Heinz Stoffregen entworfene Markthalle in Delmenhorst
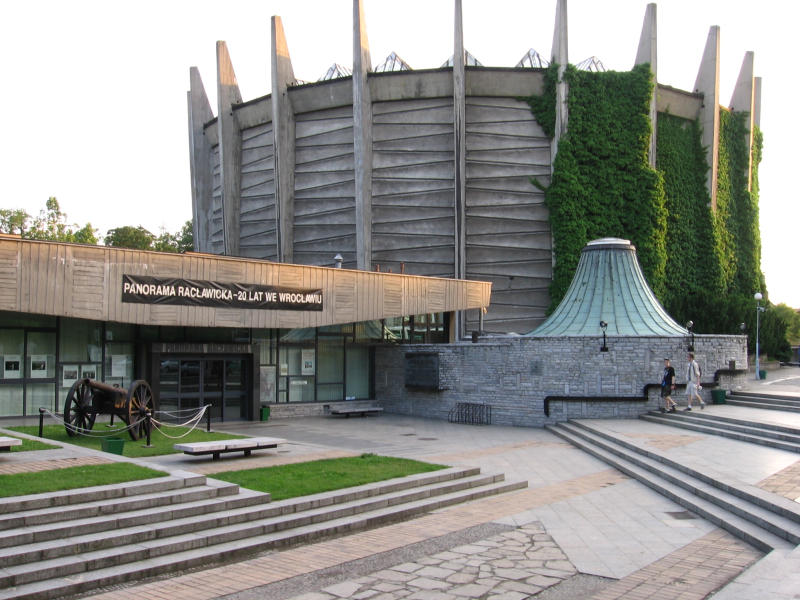
Ausstellungsgebäude des Panoramas von Racławice in Breslau, erbaut 1985
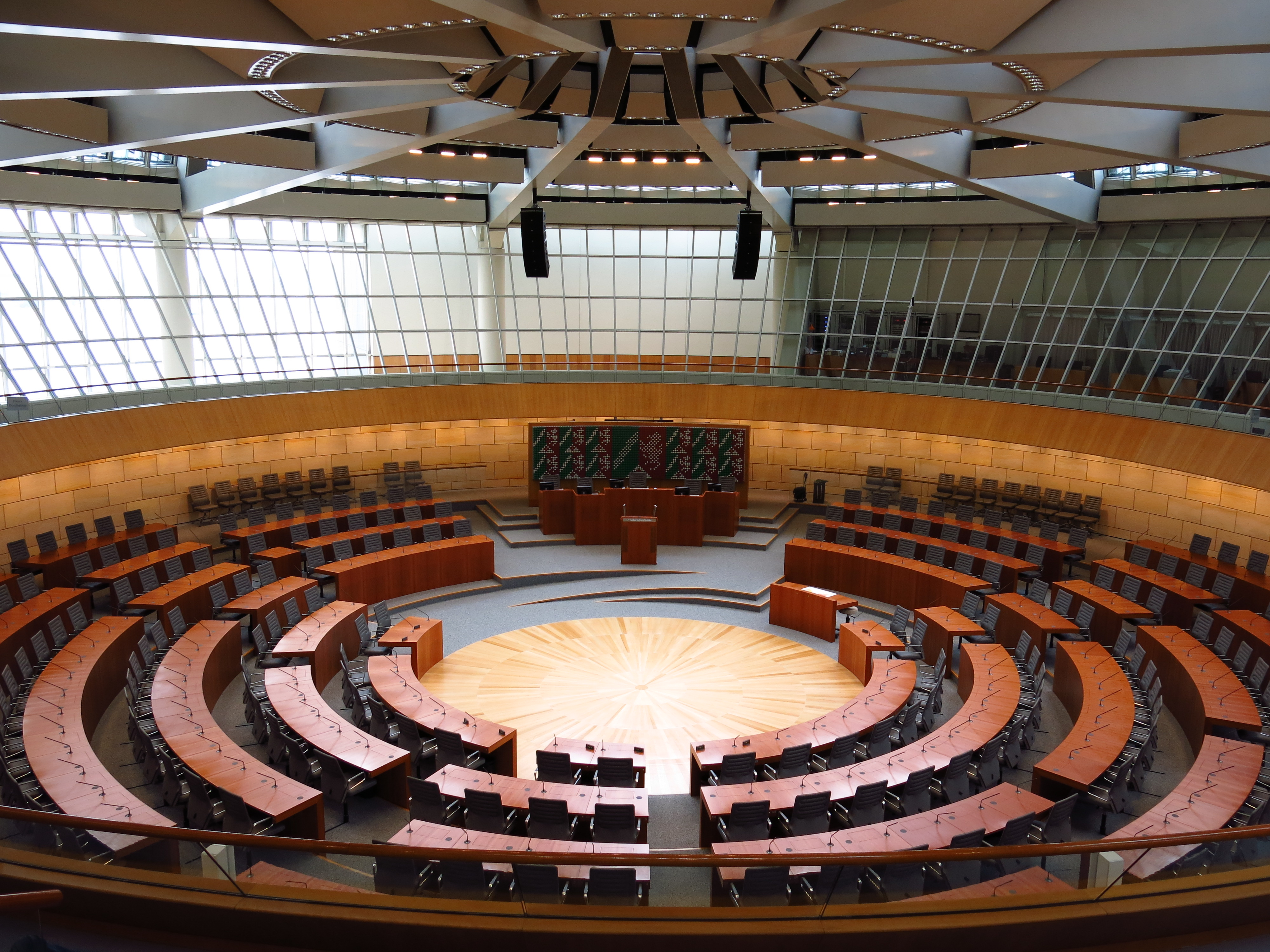
Der Plenarsaal im Landtag Nordrhein-Westfalen, erbaut 1988, hatte Vorbildwirkung für spätere Parlamentsbauten in Deutschland.